# Wonder Boy: The Dragon's Trap
Wonder Boy: The Dragon's Trap est un jeu vidéo d'action-aventure et de plates-formes développé par Lizardcube et édité par Dotemu, sorti en 2017 sur Windows, Mac, Linux, Nintendo Switch, PlayStation 4 et Xbox One.
Il s'agit du remake de Wonder Boy III: The Dragon's Trap sorti en 1989.

## Accueil
- Destructoid : 8,5/10[1]
- GameSpot : 8/10[2]
- IGN : 7,1/10[3]